# Strandwijk

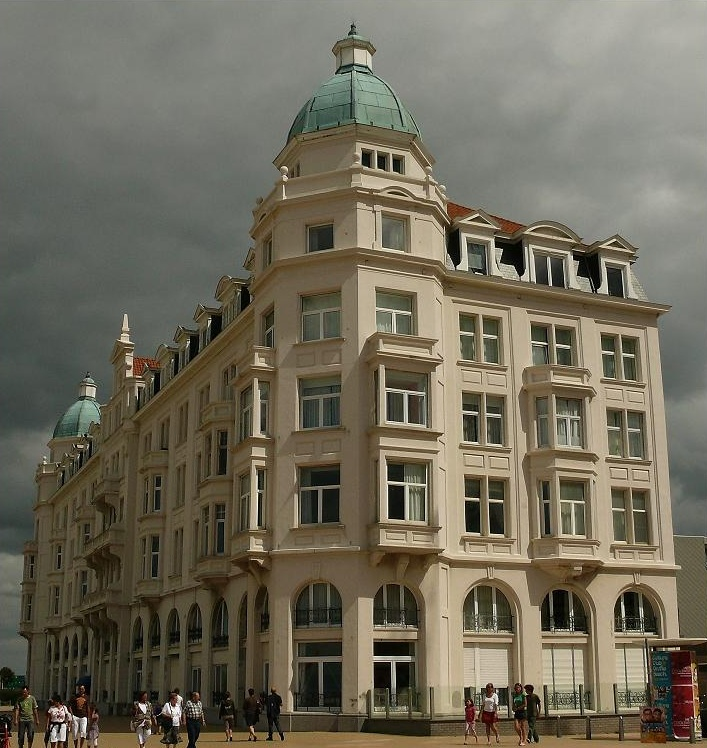
Palace Hotel

De Strandwijk (ook: De Môle) is een wijk van de tot de stad Brugge behorende kustplaats Zeebrugge. De wijk ligt ten westen van de Zeebrugse Stationswijk en de Zeebrugse voorhaven.
Deze plaats ontwikkelde zich vanaf ongeveer 1900 als badplaats met boulevard en diverse hotels, zoals het imposante Palace Hotel (1914). Vanaf ongeveer 1920 groeide het toerisme naar Zeebrugge verder, mede door Engelsen die de plaats van de Britse aanval op Zeebrugge (1918) wilden bezoeken. Omstreeks 1930 was Strandwijk uitgegroeid tot een volwaardige badplaats.
In 1932 werd een kapel geopend, gewijd aan Maria Sterre der Zee (Stella Maris). In 1955 werd op deze plaats een kerkgebouw ingewijd, de Stella Mariskerk.
Ten westen van Strandwijk ligt een natuurgebied, en wel De Fonteintjes. Ten zuiden daarvan ligt het recreatiegebied Zeebos.
Vanaf 1863 kwam de spoorlijn Brugge-Blankenberge-Heist langs het gebied, maar komt er nu niet meer. In 1908 werd het gebied per tram bereikbaar; dat is nu de moderne Kusttramlijn. Naast de wijk ligt sinds 2001 station Zeebrugge strand. Met uitzondering van juli en augustus komen alleen op zaterdag en zondag hier treinen. De Kusttram halte Strandwijk ligt op circa 700 meter van dit station. Dit station en de wijk zijn ook bereikbaar met buslijn 47 & 92. Belbus 36 bediend de ruime omgeving tussen Blankenberge en Brugge.

## Nabijgelegen kernen
Zeebrugge (Stationswijk en centrum), Blankenberge, Zwankendamme